# جیم نیل
جیم نیل (انگلیسی: Jim Nill؛ زادهٔ ۱۱ آوریل ۱۹۵۸) بازیکن هاکی روی یخ اهل کانادا است.
وی همچنین برندهٔ جوایزی همچون جام استنلی شده‌است.
از باشگاه‌هایی که در آن بازی کرده‌است می‌توان به ونکوور کناکز اشاره کرد.